# Projecte Beta
Projecte Beta és una sèrie de televisió transmedia dirigida a un públic juvenil. Està dirigida per Alexis Barroso, Ivan Labanda, Rut Boixader i Nia Sanjuan estrenada el 10 d'octubre de 2022 a SX3.

## Sinopsi
La Lola, la Kai, el Grau i el Jan es traslladen a viure a un vell magatzem. Tenen un grup de música que han format després d'haver-se conegut a través d'un joc en línia sense que s'haguessin vist mai les cares al món real. Es desvirtualitzen per primer cop el dia que es troben al magatzem. Però resulta que la idea de traslladar-se allà no ha estat de cap d'ells. Aviat s'assabenten que tot ho ha organitzat una intel·ligència artificial, la IA, atrapada en un ordinador dels anys 80. La IA ha sentit la primera cançó del grup i vol ser la seva mànager per llançar-los a la fama.

## Personatges
- Grau: Interpretat per Eric Alés.[4] Li agraden la ciència i els esports. Té el casc de color Blau[5]
- Kai: Interpretada per Èrica López. Li agraden els videojocs i l'anime. Viu en una autocaravana dins del magatzem. Té el casc de color Taronja.
- Lola: Interpretada per Aina Roselló.[6] Li agrada la lectura, cuidar l'hort i té un fort compromís climàtic. Té el casc de color Rosa. També té una germana bessona que es diu Roci.
- Jan: Interpretat per Pau Llimós. Li agrada molt ballar. S'autodenomia com a "Jan, el ballarí més gran". Té el casc de color Verd.[7]

## Música
Les cançons del grup estan produïdes per Guille Milkyway.
- Creu-me: Primera cançó del grup, va fer-se pública el setembre de 2022. Duració 2:37.
- Aquest Nadal: La segona cançó del grup és una Nadala. Publicada al desembre de 2022.Duració 2:58.
- Full festa: És el tercer single del grup. Publicada al maig de 2023. Es tracta d'una cançó molt positiva que parla de superar-se per assolir objectius, de treballar en equip i després celebrar-ho amb magnificència. S'hi barregen ritmes urbans amb bases house i afro-dance amb tocs llatins i un rerefons trance. És una cançó molt ballable i divertida perquè cadascun dels quatre integrants canta una part en solitari. La coreografia està creada per en Jan.[9] Duració 3:10.
- Llimonada: És la quarta cançó dels Beta. Publicada al juny de 2023. Es tracta d'un tema estiuenc. Duració 3:02.
- El cor no enganya mai: La cinquena cançó dels Beta estrenada el dia de Sant Valentí de 2024. Duració 3:08.
- Som els Beta: Sisena cançó dels Beta.
- Caminant com un egipci: Tema creat per al disc de La Marató de 2024 versionant la cançó Walk like an egyptian del grup The Bangles.[10]
- Molt bé!

## Videojocs
Els Beta també tenen videojocs creats per la Kai.
- "Beta: Univers Magsys": és el primer videojoc per al metavers de Roblox dels Beta. L'arquitectura del joc s'ha dissenyat amb elements i conceptes artístics inspirats en la cultura, les tradicions i la mitologia catalanes. Al temple principal on es desenvolupa el joc, hi ha columnes que representen els gegants Sol i Lluna, portes que emulen la patusca, pintures de paret que reprodueixen els marfantos, el Fumera i la víbria, o torxes amb la forma dels gambutzins o els nyítols.[11]  [12]
- "Vila Magsys": és el segon videojoc per al metavers de Roblox dels Beta. Publicat el 2 de novembre de 2023. És un videojoc de construcció de «món obert». L'objectiu del joc és crear una vila més sostenible. Per fer-ho els jugadors hauran de recollir material per construir les seves pròpies cases i personalitzar-les, en un entorn col·laboratiu on és imprescindible el treball en equip. El món virtual està format per diferents indrets: la vila, la jungla, els arrossars, els gorgs i les muntanyes. Tots ells, escenaris inspirats en el territori català.[13]

## Llibres
- 2024: Les aventures dels Beta. El virus rosa. P, Lola. Les aventures dels Beta. El virus rosa.  Estrella polar, 03/04/2024, p. 160. ISBN 978-84-1389-780-6.
- 2024: Les aventures dels Beta. El Charliesaure. P, Lola. Les aventures del Beta. El Charliesaure.  Estrella Polar, 27-11-2024, p. 160. ISBN 9788413899756.